# Charles Chamberland
Charles Chamberland (Chilly-le-Vignoble, Jura, 12 de março de 1851 - 2 de maio de 1908) foi um químico associado a Louis Pasteur, de quem ainda foi co-autor das primeiras vacinas contra o carbúnculo e a raiva, e ainda inventor, tendo criado os primeiros filtros de porcelana e a autoclave.

## Biografia
Nascido em Chilly-le-Vignoble, Jura, Chamberland era bastante ligado à terra natal; sua bondade espiritual era aliada a uma grande inventividade, independência e, ainda, era um amante da caça, que praticava quando reencontrava os amigos da cidade natal.
Como inventor, além dos filtros de porcelana - que permitiam a filtragem dos micro-organismos - e da autoclave - que equipa todos os laboratórios e hospitais - também criou as caixas de madeira industriais, para o transporte de vacinas.
Fumante inveterado de cachimbo, morreu de câncer, aos 57 anos.